# 1922 (película)
1922 es una película dramática y de terror estadounidense de 2017 dirigida por Zak Hilditch y protagonizada por Thomas Jane, Neal McDonough, Dylan Schmid y Molly Parker, basada en la novela homónima de Stephen King. Fue estrenada en Netflix el 20 de octubre de 2017.

## Argumento
Wilfred "Wilf" James (Thomas Jane) va a un hotel en Omaha, Nebraska para escribir su confesión de un crimen que cometió en la granja familiar en 1922.
En 1922, Wilf es un agricultor que vive en Hemingford Home, Nebraska, con su esposa, Arlette (Molly Parker) y su hijo Henry (Dylan Schmid) de 14 años. Wilf y Arlette han estado discutiendo sobre si deben vender las tierras que Arlette heredó recientemente. Arlette quiere venderlas completamente y mudarse a Omaha para abrir una tienda de ropa. Wilf, que desprecia la vida de la ciudad y desea retener la tierra, citando que el orgullo de un hombre es su tierra, se opone firmemente. Discuten sobre un divorcio y Arlette insiste en que Henry vendrá con ella. Wilf decide convencer a Henry para que lo ayude a asesinar a su madre para evitar perder su tierra y a su hijo, hablándole acerca del interés amoroso de Henry, Shannon (Kaitlyn Bernard), recordándole a su hijo que su madre, que habla mal de su romance, los separaría. Henry acepta a regañadientes ayudar a su padre a llevar a cabo el asesinato.
Wilf pretende aceptar la venta, apaciguando a Arlette. Ella decide celebrarlo y se embriaga. Después de llevarla a la cama mientras está borracha, Henry se cubre la cara mientras Wilf le corta la garganta con un cuchillo de carnicero. Wilf intenta enterrar a Arlette en uno de sus campos de maíz; Sin embargo, Henry se derrumba de la terrible experiencia, lo que provoca que Wilf arroje su cuerpo a un pozo seco donde las ratas pronto se alimentan su cadáver. Al día siguiente, dejan caer una vaca en el pozo para ocultar el cuerpo de Arlette y proporcionar una razón para llenar el pozo. Sin embargo, el Sheriff Jones (Brian D'Arcy James) sospecha de su repentina desaparición. Mientras revisa la casa, le pregunta a Wilf sobre Arlette, y Wilf dice que ella los dejó por su propia cuenta. Al no encontrar pruebas de un crimen, el Sheriff Jones se va, creyendo tentativamente los detalles de Wilf sobre la partida de su esposa.
A medida que pasa el tiempo, Henry se vuelve melancólico y aislado, lamentando el crimen que él y su padre han cometido. Su novia Shannon se preocupa cada vez más y posteriormente se descubre que está embarazada de su hijo por nacer. Sus padres deciden enviarla a una institución católica en Omaha hasta que nazca el bebé y se le puede dar en adopción. Sin embargo, Henry roba el auto de Wilf, llega a Omaha y huye con Shannon.
A medida que pasa el invierno, la casa de Wilf se infesta de ratas y su mano se infecta después de una mordedura de rata. Él ve una aparición de su esposa muerta, quien le cuenta los detalles de la serie de robos de Henry que comete con Shannon, llamándose a sí mismos "The Sweetheart Bandits". Durante uno de sus atracos, Shannon recibe un disparo, lo que hace que pierda al bebé y finalmente muera por una pérdida masiva de sangre. Después de encontrar a su novia muerta, Henry se acuesta a su lado y se suicida con la pistola que usó para robar a sus víctimas.
La mano de Wilf, en este punto severamente infectada por la mordedura de rata, es amputada en el hospital. Más tarde, el cuerpo de una mujer no identificada se encuentra al costado del camino que el sheriff supone es Arlette. El cuerpo de Henry es entregado a Wilf, que, como el cuerpo de su madre, ha sido masticado por ratas. Wilf intenta vender sus tierras al padre de Shannon (Neal McDonough), quien sin rodeos le dice a Wilf que abandone su propiedad y que nunca regrese a Hemingford Home. Wilf se muda a Omaha para encontrar trabajo, pero no puede evitar ser seguido por las ratas.
Ocho años después, en 1930, Wilf escribe su confesión y declara: "Al final, todos quedamos atrapados". En este punto, docenas de ratas han invadido su habitación. Los cadáveres de Arlette, Henry y Shannon han aparecido frente al asustado Wilf. Blandiendo el mismo cuchillo de carnicero usado para matar a su madre, Henry le dice a Wilf que su muerte será rápida.

## Reparto
| Actor              | Personaje        |
| ------------------ | ---------------- |
| Thomas Jane        | Wilfred James    |
| Dylan Schmid       | Henry James      |
| Molly Parker       | Arlette James    |
| Neal McDonough     | Harlan Cotterie  |
| Kaitlyn Bernard    | Shannon Cotterie |
| Brian D'Arcy James | Sheriff Jones    |
| Bob Frazer         | Sr. Lester       |